# 의순초등학교
의순초등학교는 대한민국 경기도 의정부시에 있는 공립 초등학교이다. 2018년부터 축구로 알려왔다.

## 학교 연혁
- 2002. 06. 05 의순초등학교 개교(6학급)
- 2003. 03. 08 의순초등학교 병설유치원 개원
- 2007. 01. 20 체육관, 시청각실 확장 보수
- 2007. 08. 01 제1컴퓨터실 시설 정비
- 2007. 09. 01 제2과학실 시설 확충
- 2010. 09. 01 영어체험실 개설
- 2012. 03. 15 초등돌봄교실 개설
- 2013년 3월 ~ 2014년 2월 창의지성행복학교 운영
- 2013년 3월 ~ 2014년 2월 창의지성 교과특성화학교 운영
- 2013년 3월 ~ 2013년 12월 의순초부설영재학급 운영
- 2013년 4월 ~ 2013년 6월 수영교육실시
- 2013. 05. 04 어린이날 기념 걷기대회
- 2013년 5월 ~ 2013년 12월 꿈자람 노트 제작
- 2013년 6월 스케이트교육 실시
- 2013. 06. 28 제2회 부자캠프 운영
- 2013. 09. 12 의순 Fly운동회 실시
- 2013. 10. 08 진로체험교실 운영
- 2013. 10. 18 방과후 페스티벌
- 2013.11.06 ~ 2013.11.08 도서축제
- 2013. 12. 18 꿈발표회 및 전시회
- 2014. 02. 14 제12회 졸업식
- 2018. 01. 09 제16회 졸업식
- 2018. 03. 04 2008년 생 축구대표팀 창제
- 2020. 03. 22 코로나 19 바이러스로 인해 잠시 휴교 결정